# Marcel Varnel
Marcel Varnel, pseudonimo di Marcel Hyacinth Le Bozec (Parigi, 16 ottobre 1894 – Rake, 13 luglio 1947), è stato un regista francese, attivo dal 1932 al 1946.

## Biografia
Marcel Varnel iniziò la sua carriera artistica come attore sulle scene dei teatri parigini, divenendo presto regista di commedie musicali. Nel 1925, partì per New York, dove diresse numerose operette, commedie musicali e drammi a Broadway per l'impresario Shubert. Lasciò New York per Hollywood, dove realizzò tre thriller a basso costo. 
Nel 1934 partì per l'Inghilterra, dove lavorò come regista per la British International Pictures a Elstree e poi, dal 1936, per la Gainsbourgh Pictures. Qui girò i suoi film migliori.
Morì in un incidente stradale nel 1947 nei pressi di Rake, nel Sussex.

## Filmografia parziale
- Silent Witness (1932)
- Chandu the Magician, co-regia di William Cameron Menzies (1932)
- Infernal Machine (1933)
- Freedom of the Seas (1934)
- Girls Will Be Boys (1934)
- Dance Band (1935)
- Royal Cavalcade (1935)
- I Give My Heart  (1935)
- No Monkey Business (1935)
- Public Nuisance N 1 (1936)
- All In (1936)
- La parata dell'allegria (Okay for Sound) (1937)
- Good Morning, Boys (1937)
- Oh, Mr Porter! (1937)
- Old Bones of the River (1938)
- Convict 99 (1938)
- Sei matti a bordo (Alf's Button Afloat) (1938)
- Hey! Hey! USA (1938)
- The Frozen Limits (1939)
- Ask a Policeman (1939)
- Where's That Fire? (1940)
- Band Waggon (1940)
- Lascia fare a Giorgio (Let George Do It!) (1940)
- Neutral Port (1940)
- Gasbags (1941)
- The Ghost of St. Michael's (1941)
- Turned Out Nice Again (1941)
- I Thank You (1941)
- South American George (1941)
- Hi Gang! (1941)
- Much Too Shy (1942)
- King Arthur Was a Gentleman (1942)
- Get Cracking (1943)
- He Snoops to Conquer (1944)
- Bell-Bottom George (1944)
- I Didn't Do It (1945)
- George in Civvy Street (1946)
- This Man Is Mine (1946)